# Centre Paul-Klee
 (juin 2024).
Si vous disposez d'ouvrages ou d'articles de référence ou si vous connaissez des sites web de qualité traitant du thème abordé ici, merci de compléter l'article en donnant les références utiles à sa vérifiabilité et en les liant à la section « Notes et références ».
Le Centre Paul-Klee (en allemand : Zentrum Paul Klee) est un musée situé à Berne, en Suisse, et qui regroupe un grand nombre d'œuvres du peintre Paul Klee. Il a été ouvert le 20 juin 2005.

## Histoire

Le Zentrum Paul Klee à Berne

En 1993 le petit-fils de Paul Klee, Alexander Klee, suggère la création d'un musée Paul Klee à l'ancien directeur du Musée d’art moderne de Berne. En 1997, le projet prend forme, soutenu par des représentants de la communauté civique, tel que le Conseiller communal et Président de la ville ainsi que le responsable de l'éducation du canton. En 1998, le Musée Paul Klee sera rendu possible grâce au don de plus de 40 pour cent des quelque 10 000 œuvres léguées par Paul Klee à ses héritiers, Alexander Klee et Livia Klee-Meyer. Alors prévus pour le centre ville et proposant principalement des œuvres picturales, il était difficile d’imaginer à l’époque l’ampleur de la dimension pédagogique du Musée actuellement.

Une visite interactive dans la salle d’exposition du Zentrum Paul Klee.

Paul Klee était autant peintre, musicien et poète qu’excellent pédagogue. Ses qualités ont profondément impressionné le professeur M. Maurice E. Müller qui décida alors de fonder le Zentrum Paul Klee.
Avec sa fille Mme Janine Aebi-Müller, il a voulu donner une autre dimension à l'éducation artistique et à la transmission du savoir. Pour cette raison il a fondé le 10 juin 2002 la "Fondation du Musée des Enfants auprès du Zentrum Paul Klee" (FME).
Très tôt la critique a surgi à l’encontre du Zentrum Paul Klee. Encore jusqu'en 2010, la situation financière à long terme était instable. Bien que Maurice E. Müller fût le mécène du financement de l'immeuble, les frais de fonctionnement sont à la charge du secteur public. Un autre aspect fit controverse quant au fait que le projet de construction n'avait pas été publiquement mis au concours, mais confié directement à Renzo Piano.

## La collection
- L'œuvre artistique de Klee comprend dix mille créations. Avec quatre mille œuvres réunies, le Centre Paul-Klee possède la plus impressionnante collection au monde de tableaux, aquarelles et dessins de Paul Klee, mais aussi de textes biographiques et d’archives photographiques.

- Le caractère particulier de la collection est dû à la présence d'objets personnels, tels que les marionnettes que Paul Klee confectionna pour son fils Felix ou les supports de cours utilisés au Bauhaus qui permettent une intrusion dans l’atelier de l’artiste.

- La collection de végétaux et minéraux de Paul Klee (plantes séchées, coquillages, coquilles d’escargots, pierres, minéraux) et ses manuscrits permettent d’établir une passerelle entre la collection des œuvres de l’artiste et l’histoire de sa vie.

- Les œuvres offertes à Paul Klee par ses amis artistes, tels que Vassily Kandinsky, Franz Marc ou Alexej von Jawlensky, replacent la collection Klee dans le contexte artistique de l’époque.

## Creaviva
Cette section est promotionnelle ou publicitaire (juin 2024). Considérez son contenu avec précaution et/ou discutez-en.
Creaviva (« créer, dessiner », du latin creare, et vivere, « l'expérience en direct ») est la partie muséographique du Zentrum Paul Klee plus spécialement destinée aux enfants. Cette section est soutenue par la Fondation du Musée des Enfants, créée par Maurice Edmond Müller, chirurgien et chercheur médical en matériel orthopédique. Creaviva ouvre ses portes en 2005, dans l'aile nord du Zentrum.
Le 17 janvier 2010, le musée Creaviva rend hommage à Ted Scapa en ouvrant un mini-musée dans le hall d’exposition. En juin 2010, Creaviva fut pendant 20 jours l’invité d’une des vitrines du centre commercial Loeb à Berne. En août 2010, Creaviva fait partie du programme du Festival de musique de rue « Buskers ». Le 8 septembre 2010, Mme Bettina Wulff, l'épouse du président allemand M. Christian Wulff, visite Creaviva dans le cadre du programme et prend part à l’un des ateliers avec des enfants et des personnes handicapées. Parmi les invités de marque de Creaviva on trouve également M. Weigel Théo, M. Kurt Aeschbacher, M. Bernhard Pulver directeur de l'éducation et M. Alexander Tschäppät, président de la ville de Berne. En octobre 2010, Creaviva est présent avec des ateliers à la Foire de Fribourg et de Soleure. De plus Creaviva est membre du réseau suisse pour la médiation culturelle (Association suisse des spécialistes en éducation et d'enseignement dans les musées) et de l'Association fédérale des enfants germanophones ainsi que des musées pour les jeunes. En août, Creaviva participe à "Bum Säbeli" qui est le Festival de l'intégration à Berne. Le 23 septembre 2011, le musée de Hamamatsu au Japon invite Creaviva à présenter sa pratique de la médiation culturelle. Le 30 septembre Creaviva se rend en Taiwan, au Museum d’art de Taipei, pour participer avec le Centre Pompidou, la Tate Modern de Londres et des experts du Canada de la France et du Texas à une présentation lors du 6e Symposium international sur l'éducation. Le 29 octobre 2011, Creaviva accueille les ambassadeurs Juniors de l'UNICEF. Creaviva est également un membre du Réseau suisse pour l'éducation culturelle mediamus (Association suisse des spécialistes en éducation et d'enseignement dans le musée) et de l'Association fédérale allemande des enfants et des musées de la jeunesse. Depuis 2012 Le Zentrum Paul Klee est un membre de l'EFQM, chargé d’améliorer les produits et procédés.

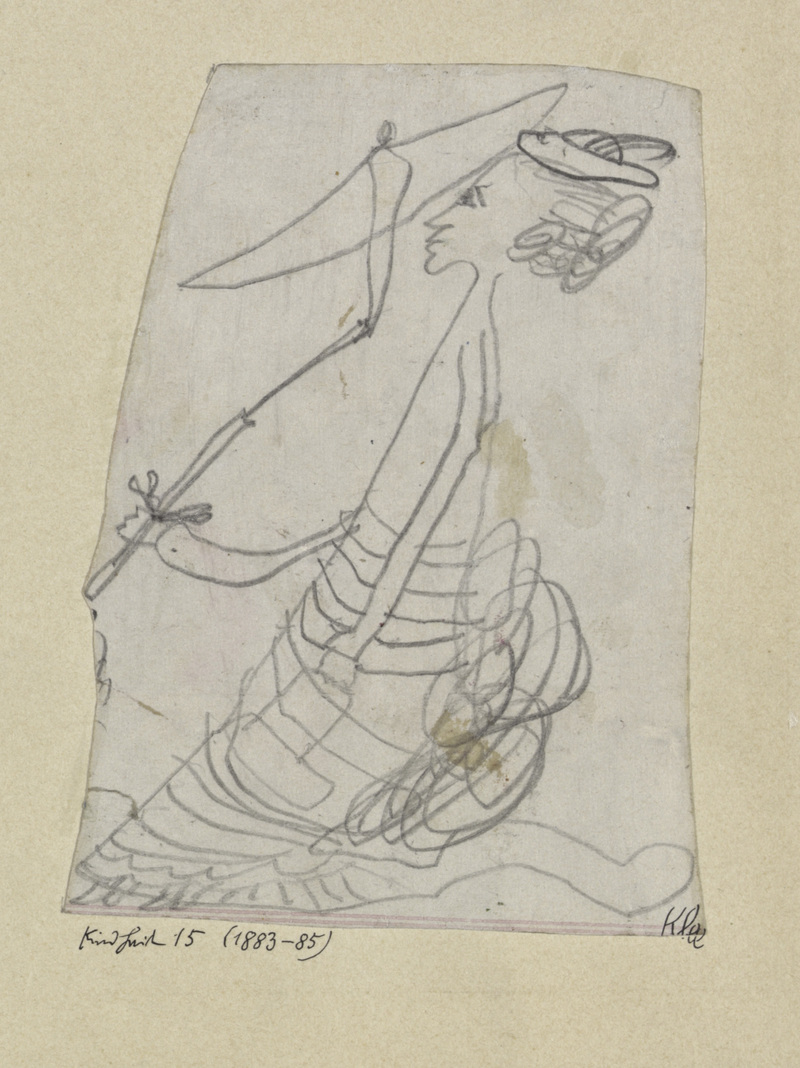
Paul Klee: Dame à l'ombrelle, de 1883 à 1885, 15, crayon sur papier et carton, 11,2 x 6,4 / 8,2 cm, Zentrum Paul Klee, Berne.

Le musée des enfants Creaviva est intégré au Zentrum Paul Klee. Celui-ci est un musée monographique qui abrite un grand nombre d'œuvres de Paul Klee, recueillies et présentées dans diverses expositions. Paul Klee se considérait lui-même comme un enfant et mesurait les dessins de ses élèves avec une réelle importance artistique, à tel point qu'il a joint ses dessins faits comme enfant à son catalogue d'œuvres.
Klee a écrit : « En effet, il y a encore des débuts inattendus à l'art, tels que chez soi dans sa collection ethnographiques ou encore dans le jardin de son enfance. Ne riez pas, lecteur ! Les enfants le peuvent aussi et tout emprunts de sagesse! Les plus démunis nous offrent l’exemple le plus instructif, et nous nous devons de les protéger contre une corruption précoce. Un phénomène parallèle réside dans l'œuvre des malades mentaux, dont la réponse artistique peut être attribuée à leur folie ou à leur esprit enfantin sans qu’elle soit vue de façon péjorative, car eux aussi détiennent la réponse. Tout cela est à prendre très au sérieux, bien plus que toutes les galeries, où l’art est maintenant réformé. “Paul Klee: Munich, dans: Les Alpes, 6, 5, Janvier 1912, p. 302 »
Creaviva se voit comme un Centre d'enseignement de l'art, pratique, expérimental et interactif. Cela signifie que les visiteurs de Creaviva peuvent explorer les différentes facettes de l’art dans ses ateliers, avec les ateliers ouverts et les expositions interactives. Ainsi Creaviva va au-delà de la pédagogie muséale au sens strict du terme, et accompagne ses visiteurs vers une expérience artistique globale que ce soit vers les œuvres d'art ou vers une participation active dans des projets concrets. Les visiteurs seront stimulés dans leurs compétences créatives et sensorielles ainsi que dans leurs jugements et attitude critique face à l'art et à l'environnement. L'accessibilité joue un rôle essentiel dans la participation du public et prend en compte à la fois les personnes handicapées et le public des arts. Grâce à la diversité de sa palette dans l’éducation artistique, Creaviva offre des activités de loisirs et de développement dans la région de Berne et au-delà, en s’adressant aux écoles, aux familles, aux évènements corporatifs, aux entreprises et aux groupes.

### Ateliers pédagogiques

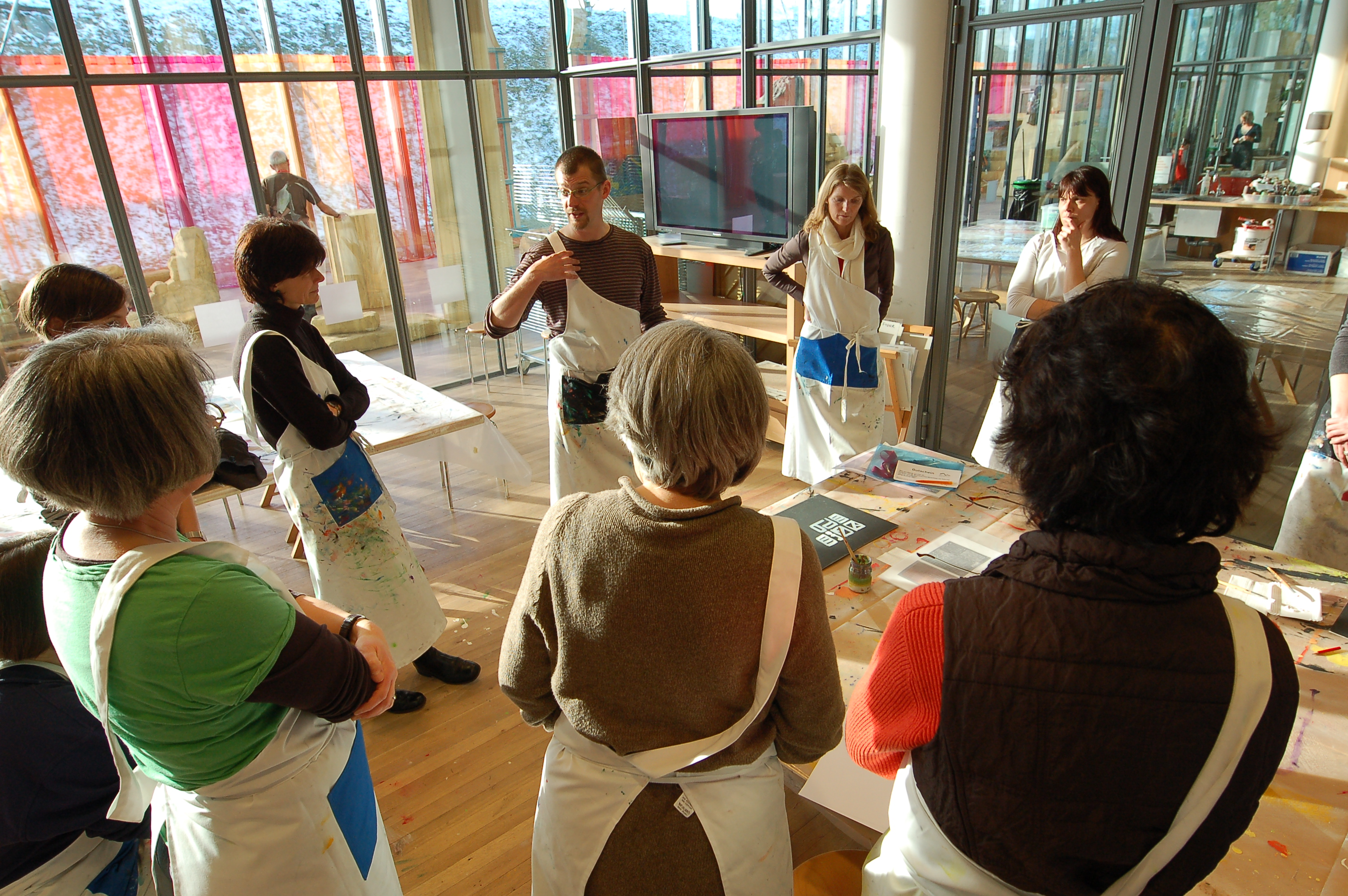
Formation Enseignant dans un atelier

La réflexion sur les thèmes et les techniques mis en œuvre dans les toiles de Paul Klee est au cœur des travaux créatifs réalisés dans nos ateliers. Les workshops personnalisés durent deux ou trois heures. Chaque atelier permet d’aller à la rencontre des œuvres présentées aux expositions du ZPK.

une classe d'école dans l'atelier

Divers exemples de travaux et techniques :
- Collage
- Aquarelle
- Eau-forte
- Impasto
- Mosaïque
- Sérigraphie
- Empreintes tampons
- Modèles d'architecture
- Sculptures en plâtre sur structure métallique
- Peinture au rouleau avec techniques de couleurs acryliques

Sous le nom de « creaTiV! », Creaviva propose des nouveaux workshops à partir de mars 2012, pour les classes de second cycle intéressées par l’art, l’animation et le web. L’art offre la possibilité de remettre en question les médias. En utilisant des techniques numériques, les adolescents pourront créer des séquences animées pour le Web.
La rencontre entre l’œuvre de Paul Klee et le bâtiment de Renzo Piano donne un cadre unique pour travailler dans un workshop nommé « saper vedere - apprendre à voir » sur les thèmes de l’espace, la lumière, la couleur et la forme.

Des enfants durant l'exposition interactive dans le loft de Creaviva

Les visites guidées qui parcourent l’espace d’exposition du Zentrum Paul Klee mêlent tout à la fois découverte de l’art et appétit de créer. Encadré par le médiateur, les participants de tout âge se verront offert un parcours ludique et créatif autour de la lecture des œuvres de Paul Klee.
Le projet « Klee sans Frontières » a pour but d’offrir des workshops ainsi que des cours pédagogiques et artistiques de haute qualité aux personnes handicapées. Le personnel du Creaviva a développé ces offres en étroite collaboration avec un conseil consultatif constitué de pédagogues-thérapeutes et de personnes présentant un handicap.
Un workshop avec votre équipe n’est pas seulement une expérience extraordinaire. L’œuvre que vous créez dans l’atelier, est un souvenir fort et inoubliable. Visitez notre galerie, regardez nos références sur notre site web et demandez une offre!
Cours de médiation Histoire&Culture en alliance avec une recherche sur les fondements conceptuels et formels de Paul Klee. La recherche personnelle, dans les ateliers avec différentes techniques de peinture, fait également partie de la formation.
Dans le loft de Creaviva, en face des ateliers se trouve l'espace d’exposition interactive où divers sujets sont présentés toujours en lien avec les expositions en cours au Zentrum Paul Klee. L’exposition « HandsOn » [14] est conçue pour l'exploration active des visiteurs et est en constante évolution grâce à leur participation. Jusqu’à mars 2010, anine Aebi-Müller était responsable des expositions interactives.
En 2010, 5 570 personnes ont participé aux Ateliers-Ouverts, 569 workshops ont eu lieu avec 12 697 participants et 1 302 personnes ont assisté à des événements spéciaux. Les expositions interactives ont été suivies par quelque 18 000 personnes.
Précédentes expositions interactives (sélection) :
- Offene Tatsachen, septembre 2009 à mai 2011. L'exposition présentait la relation entre les documents traitant de la littérature, de la musique et de la science entre Paul Klee et le fondateur du Musée, Maurice E. Müller.
- Paul und Pablo, juin 2010 à octobre 2010. Inspirée par le duo Paul Klee et Picasso, l'exposition montre des similitudes dans les idées et les techniques des deux artistes.
- Lust.List.Laster., octobre 2010 à janvier 2011. Le Zentrum Paul Klee et le Kunstmuseum de Berne ont proposé en binôme une exposition consacrée aux péchés. Creaviva a présenté sept installations ludiques autour de ce sujet dans le loft.
- Geschichten in Kisten, mai 2011 à août 2011. Les visiteurs se voyaient proposer sept boites contenant différents thèmes pour stimuler leur expression artistique. Les boîtes représentait des images des artistes du groupe Cobra en référence à l’exposition en cours au Zentrum Paul Klee « Paul Klee et Cobra - un jeu d'enfant ».

Le Musée des enfants Creaviva au Zentrum Paul Klee, à l'arrière plan le loft de l'exposition interactive

Le Musée des enfants Creaviva se trouve dans l’espace d’expositions interactives.

## Le bâtiment
Situé à l’est de Berne, le bâtiment se compose de trois arcs en acier intégrés à la forme naturelle du terrain qui abritent les différentes parties du bâtiment en un long axe de 150 m nommé la « Museumstrasse » (la rue du Musée). 
Le musée a été dessiné par l'architecte Renzo Piano. Le bâtiment se présente sous la forme d'une onde. Il pourrait représenter les montagnes suisses.
La partie abritant Creaviva s’étend sur 500 m2, dont 200 sont occupés par trois ateliers spacieux. La zone d'entrée est constituée du mini-musée Scapa avec une vitrine des œuvres de l'artiste hollandais et d’autres échantillons des expositions en cours dans les musées bernois.

## Transports
- Bus 12, direction Zentrum Paul Klee
- Autoroute A6, Berne - Thun, sortie 12 (Bern-Ostring)